# We Happy Few
We Happy Few — компьютерная игра в жанре action-adventure с элементами survival horror и симулятора выживания, разработанная независимой канадской студией Compulsion Games. Выход предварительной версии игры в Steam Early Access и Xbox Preview состоялся 26 июля 2016 года. Игра разрабатывалась на игровом движке Unreal Engine 4 , полная версия игры была выпущена 10 августа 2018 года.
Действие игры происходит в вымышленном антиутопическом городе Веллингтон-Уэллс (англ. Wellington Wells), где запрещено грустить: все граждане обязаны принимать пилюли под названием «Радостин». Под управлением игрока находится Артур Гастингс (Arthur Hastings), клерк, который работает «редактором» — государственным цензором в духе Министерства правды, обязанным вырезать несчастливые истории из газет и документов. Встретив среди рабочих материалов статью о своём брате, герой перестаёт принимать «Радостин». Вскоре он обнаруживает, что реальный мир сильно отличается от той иллюзии, в которой он привык существовать.

## Сюжет
Действие игры разворачивается в 1964 году в городе Веллингтон-Уэллс, располагающемся на нескольких островах. Согласно сюжету игры, нацистская Германия оккупировала Англию во время Второй мировой войны. Во время оккупации граждане сделали «очень плохую вещь», вызвавшую у переживших войну такой упадок духа, что они прибегли к препарату под названием «Радостин», подавляющему неприятные воспоминания. Граждан, не принимающих препарат, называют «Отказчиками» — в Веллингтон-Уэллс быть Отказчиком запрещено, и в случае поимки Отказчика граждане заставляют его принять «Радостин», чтобы вернуть его в «нормальное» счастливое общество.
Главный герой — Артур Гастингс, клерк, чья работа заключается в цензурировании «несчастливых» статей из старых газет. В одной из старых статей герой находит упоминание самого себя и своего старшего брата. Болезненные воспоминания заставляют героя выбросить капсулу с «Радостином». Когда действие «Радостина» проходит, коллеги героя осознают, что он стал «Отказчиком», и преследуют его, заставляя бежать в подземелья.

## Геймплей
Основная цель игры — сбежать из Веллингтон-Уэллса, жители которого одурманены психотропным средством. В игре есть возможность загружать предыдущие сохранения, если игровой персонаж погибнет. Карта города не является фиксированной, она процедурно генерируется для каждой новой игры. Город разделен на районы, в каждом из которых свои собственные архитектура и обычаи. Игроки могут сражаться с врагами или прятаться от них.
Игроки могут первоначально начать игру с пролога, позволив им пройти события, которые произошли после того, как главный герой прекращает принимать «Радостин» до их возможного спасения в пределах островов. В альфа-версии игры игроки могут использовать только Артура, но могут решить, смотреть пролог или нет, и даже решить в начале использовать «Радостин», которая приводит к одной из концовок игры. После пролога игроки могут исследовать открытый процедурно-сгенерированный мир и различные районы города, которые составляют Веллингтон-Уэллс. Есть смена дня и ночи. Вначале игрок ограничен одним районом и должен выполнить задачи, которые могут помочь открыть новые области города.
Жители города будут нападать на игрового персонажа, если заподозрят, что он не принимает «Радостин». Необычные поступки, например, проникновение в чужие дома, вызывают подозрение. Игрок может избежать подозрения, употребляя пилюли «Радостина», но чрезмерное их количество приведет к тому, что игровой персонаж забудет о своей задаче — сбежать из города. Приём «Радости» меняет восприятие мира — город и горожане представляются игроку более красочными, чистыми и счастливыми, чем на самом деле; без вызванного «Радостином» дурмана жители Веллингтон-Уэллс превращаются в истощённых наркоманов, живущих в разваливающихся зданиях. «Радостью» отравлен и городской водопровод, что ставит игрока перед дилеммой: нехватка воды сказывается на здоровье персонажа, но её питьё приводит к передозировке «Радостином».
Побег может занять больше одного дня. У игрока есть подземное убежище, где его персонаж может отдохнуть, поесть и смастерить различные предметы, такие как отмычки. Игрок может красть у горожан припасы, включая продовольствие, воду и оружие.

## Разработка
Игра We Happy Few была анонсирована 26 февраля 2015 года и публично дебютировала на выставке PAX East 2015, где посетители могли ознакомиться с очень ранней версией проекта. В июне 2015 года студия Compulsion Games запустила кампанию на краудфандинговом сайте Kickstarter. Кампания закончилась спустя месяц 4 июля 2015 года, собрав 266 тысяч долларов США от 7433 жертвователей. 10 августа 2018 года игра вышла в релиз.

## Отзывы и продажи
| Сводный рейтинг | Сводный рейтинг | Сводный рейтинг |
| Издание         | Оценка          | Оценка          |
| Издание         | PC              | Xbox One        |
| --------------- | --------------- | --------------- |
| GameRankings    | 62,09 %         | 66,25 %         |

Летом 2018 года, благодаря уязвимости в защите Steam Web API, стало известно, что точное количество пользователей сервиса Steam, которые играли в игру хотя бы один раз, составляет 146 235 человек.